# Spathulina euarestina
Spathulina euarestina är en tvåvingeart som beskrevs av Mario Bezzi 1924. Spathulina euarestina ingår i släktet Spathulina och familjen borrflugor. Inga underarter finns listade i Catalogue of Life.